# 黎康
黎康（越南语：／，？—1466年二月初二日），是越南后黎朝開國皇帝黎利的侄子、第十五代皇帝黎英宗的高祖。

## 生平
黎康是藍國公黎除的兒子，但其事蹟不詳，並未與他的兄弟黎魁參與蓝山起义，只知道後來被追封葵國公（越南语：／）。
他和黎氏愛生下黎壽，其曾孫就是黎维邦。顺平八年（1556年），二十二岁的中宗黎暄驾崩，没有儿子。权臣郑检拥立黎除的後裔黎维邦做皇帝（英宗）。黎维邦追尊黎康为顯功王（越南语：／），諡恭簡，陵墓号俸村陵，黎氏愛為敦懿太妃，諡貞慎。